# Baltimore Bohemians
Baltimore Bohemians foi uma agremiação esportiva da cidade de Baltimore, Maryland. Disputava a Premier Development League.

## História
Fundado em 2011, disputou no ano seguinte sua primeira temporada. Em 12 de janeiro de 2017, o clube anunciou que não iria participar da temporada 2017.

## Estatísticas

### Participações
|  | Participações em 2018 |

| Competição     | Competição               | Temporadas | Melhor campanha      | Estreia | Última | P | R |
| Estados Unidos | Lamar Hunt U.S. Open Cup | 1          | Terceira Fase (2014) | 2014    | 2014   |   | – |